# Jardín Botánico de Caen
El Jardín de plantas de Caen en francés: Jardin des Plantes de Caen, es un jardín botánico y arboretum de 36 hectáreas de extensión, localizado al norte del centro de la ciudad de Caen, Francia.
Es miembro de la prestigiosa asociación de «  Jardins botaniques de France et des pays francophones » y Monumento natural desde el 22 de octubre de 1942.
El código de identificación del Jardin des Plantes de Caen como miembro del "Botanic Gardens Conservation Internacional" (BGCI), así como las siglas de su herbario es CAEN.

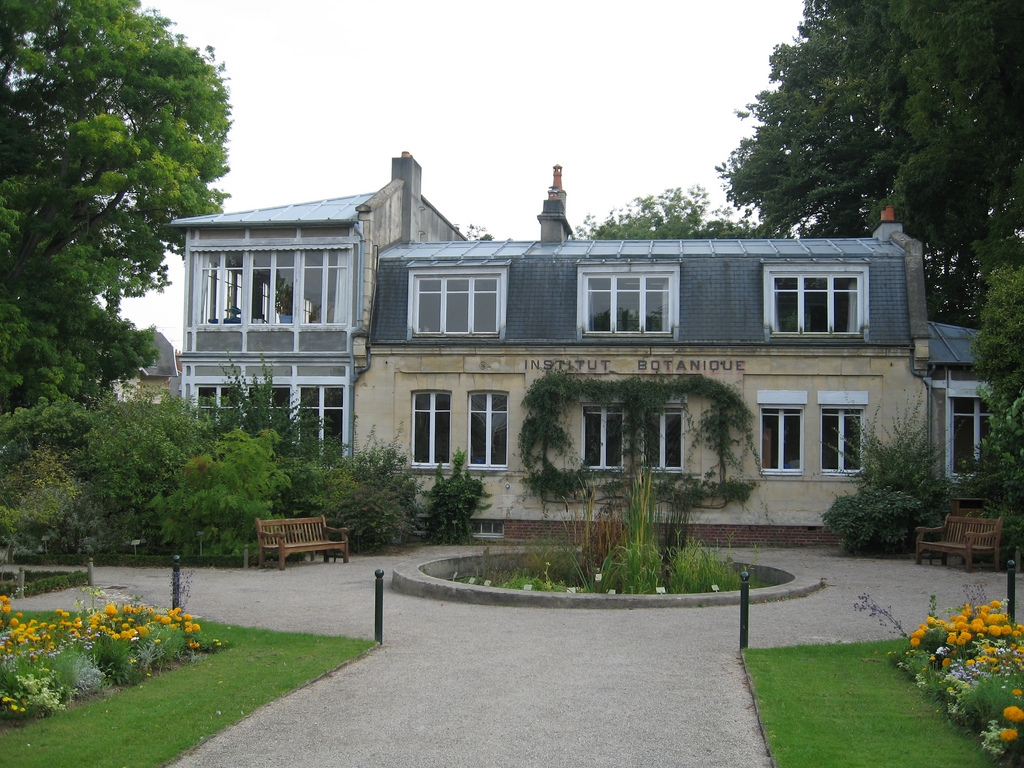
El Instituto botánico.

## Localización
Jardin des Plantes de Caen 5, place Blot Caen département de Calvados, Basse-Normandie, France-Francia.
Planos y vistas satelitales.48°36′36″N 0°32′57.84″O / 48.61000, -0.5494000
- Promedio anual de lluvias: 660 mm
- Altitud: 18.00 m s. n. m.
- Área Total bajo cristal: 2500 metros

## Historia
En 1689, Jean-Baptiste Callard de la Ducquerie, profesor de la facultad de medicina de la Universidad de Caen, reunió algunas plantas en su jardín privado; según su hortus botanicus agri Cadomensis, se podían encontrar 590 especies. 
Por un edicto real que databa de 1701 se fomentaba el desarrollo de tales jardines, pero la facultad de medicina no se preocupó apenas.
A partir de 1718, se prosiguió la acción del profesor Callard de la Ducquerie y reforzada por el profesor François Marescot que pudo adquirir en 1736 en nombre de la Universidad un terreno situado cerca de Notre-Dame-des-Champs
El Jardín-Bénard, fue acondicionado en una antigua cantera de extracción de piedra de Caen. Sobre este terreno ondulado (18 m de desnivel), gracias a la ayuda de su jefe de cultivos y sucesor en la cátedra de botánica, Noël-Sébastien Blot,contiene unas 3500 plantas.
En 1789, el jardín pasó a manos de la autoridad de la Administración central, luego la del Prefecto.
En 1803, el jardín botánico, hasta entonces jardín de cultivo de plantas para las escuelas de medicina y farmacia, pasó a ser municipal, y se aumentó a 3,5 ha. Diseñado por el arquitecto-paisajista de Caen Dufour, fue fundado por Herment y dirigido más tarde por el profesor Charles-Nicolas Desmoueux; después de su muerte en 1801, sus alumnos hicieron levantar una tumba en su honor exactamente junto a la piedra conmemorativa de Noël-Sébastien Blot, en un macizo de arbustos.
En 1848, 200 obreros demolieron una vieja casa que databa de 1656 y permanecía en el jardín. Dos grandes invernaderos en madera se construyeron en 1860; destruidos por el fuego en 1869, se reconstruyeron en madera y hierro. La orangerie, creada en 1835, también se reconstruyó en 1863 después de un incendio. En 1891 se construyó el instituto botánico.
Los bombardeos de 1944 no respetaron el jardín: se destruyeron los dos invernaderos y la orangerie con todas las especies raras que contenían. Louis Bouket, entonces director, emprendió la restauración y la reconstrucción de los edificios a excepción de la orangerie. 
Se construyeron unos nuevos invernaderos de exposición dedicados a las plantas exóticas en 1988.

## Colecciones
Este jardín botánico alberga 8 000 especies etiquetadas. En su parte baja sobre una extensión de 5000 m², se encuentran:
- Flora de Normandía (1000 especies espontáneas silvestres)
- Colección de plantas medicinales y temáticas (600 plantas)
- Las colecciones hortícolas (700 variedades)
- Rocalla, muros y colección de plantas alpinas, (1 500 especies enanas)
- Árboles, arbustos y coníferas (500 especies leñosas)
- Invernaderos y orangerie que albergan 1500 especies exóticas diferentes (con especímenes de bananero, cafeto, vainilla, alcanforero, cítricos, orquídeas, cactus). El célebre nenúfar gigante de Sudamérica, Victoria cruziana, con flores efímeras debido a la falta de suficiente luz.

Algunos detalles del "Jardin des Plantes de Caen"

Detalles
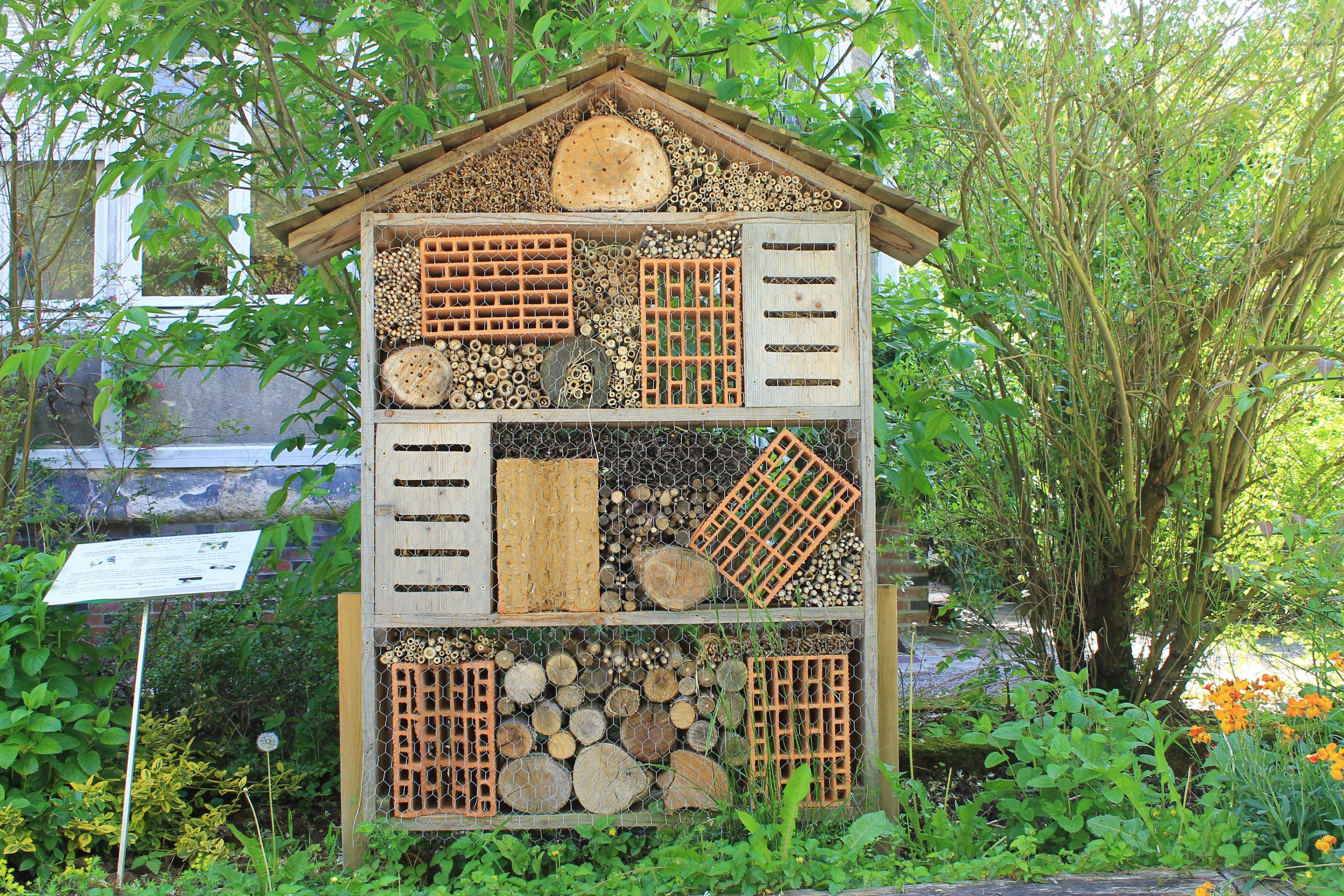
Hôtel à insectes en el Jardin des Plantes de Caen.
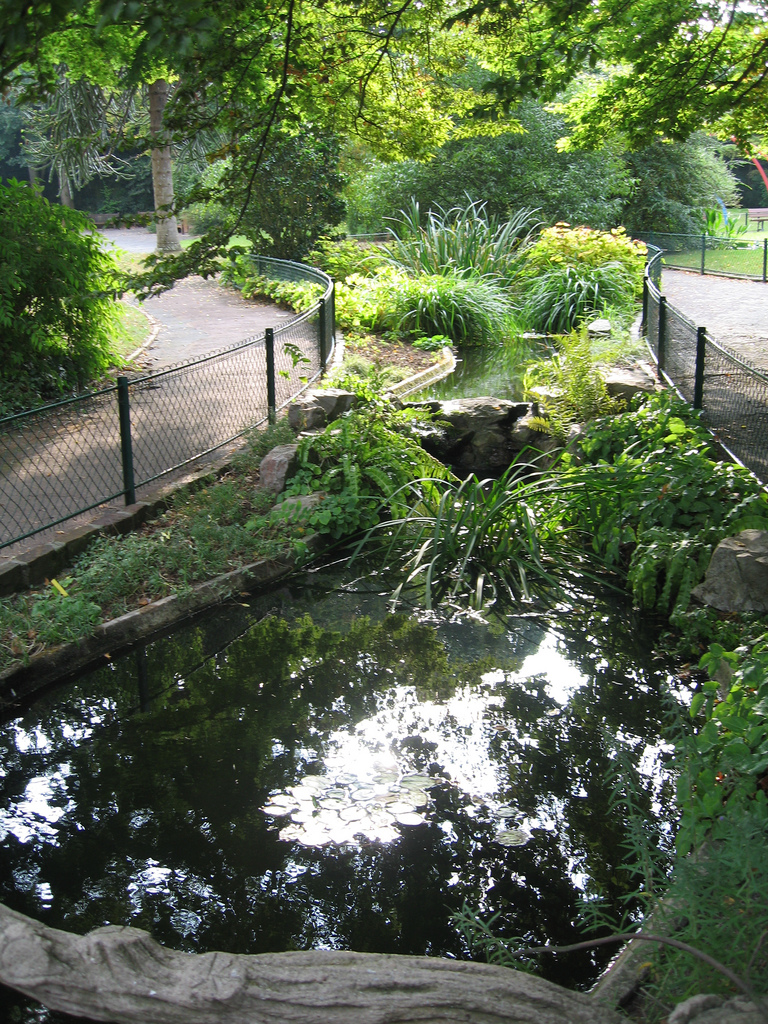
Estanque en el Jardin des Plantes de Caen.

En la parte alta, se sitúa el parque público con los tres árboles notables:
- Sophora japonica (plantado en 1750, 10 metros de altura y 4,60 m de circunferencia),
- Sequoiadendron giganteum (plantado en 1890, 35 m de altura),
- Cryptomeria japonica (plantado en 1870, 20 m de altura).

Este jardín botánico está reconocido como "Collection National" por el Conservatorio de colecciones vegetales especializadas (CCVS) por sus colecciones de los géneros Peperomia, Rhipsalis, Cryptanthus y Sansevieria.
Los tres árboles notables "Jardin des Plantes de Caen"

Detalles
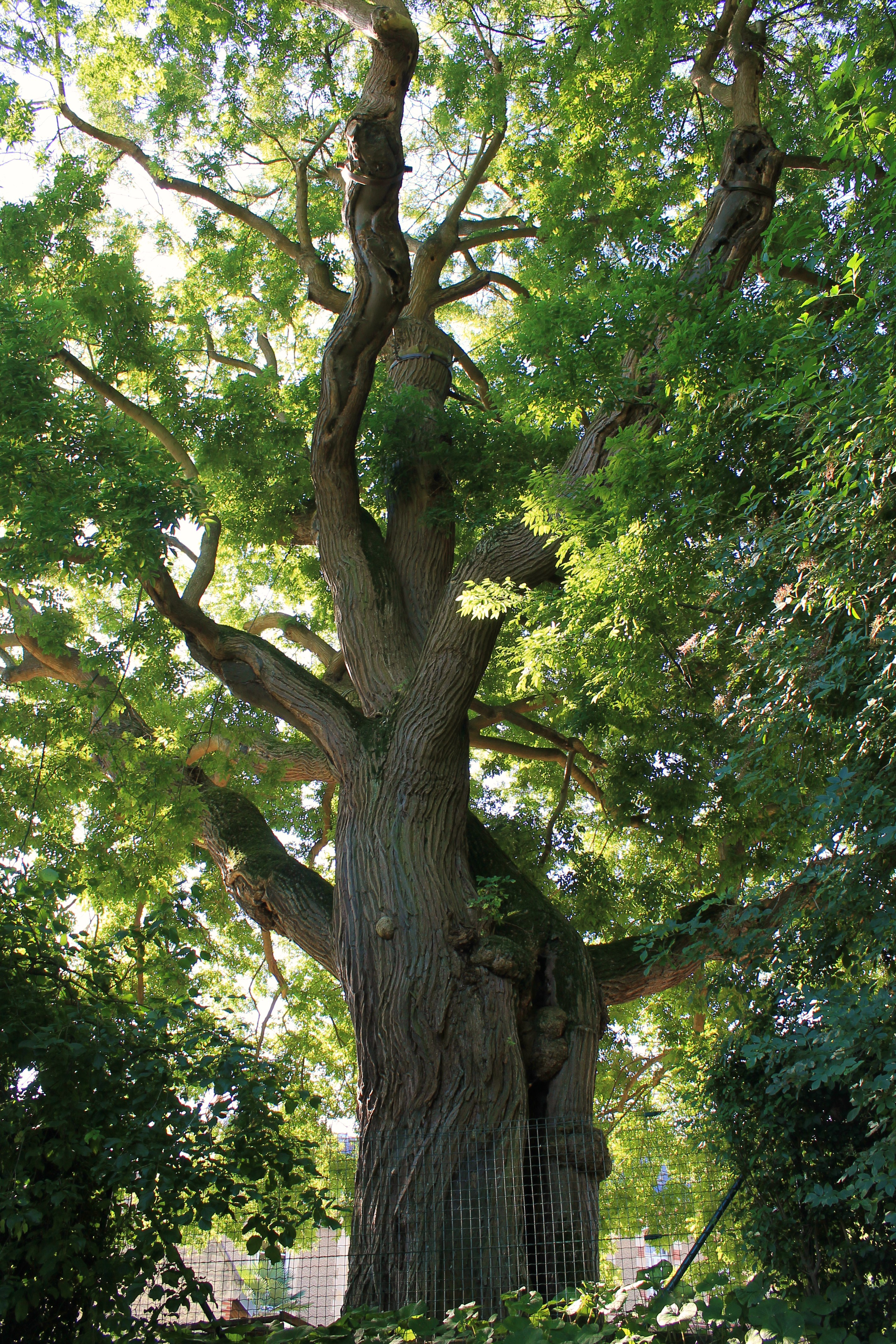
Sophora japonica
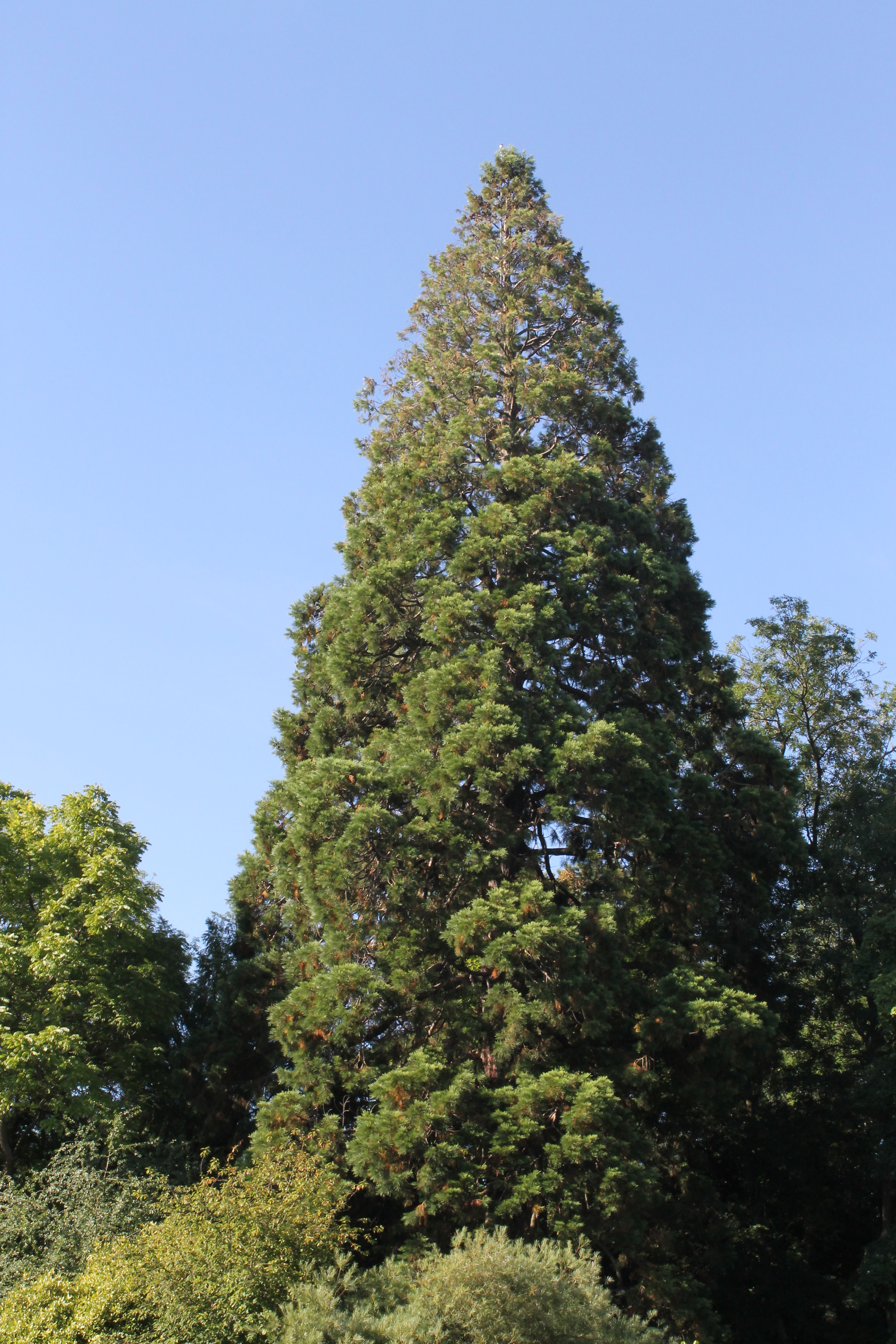
Ejemplar de Sequoiadendron giganteum
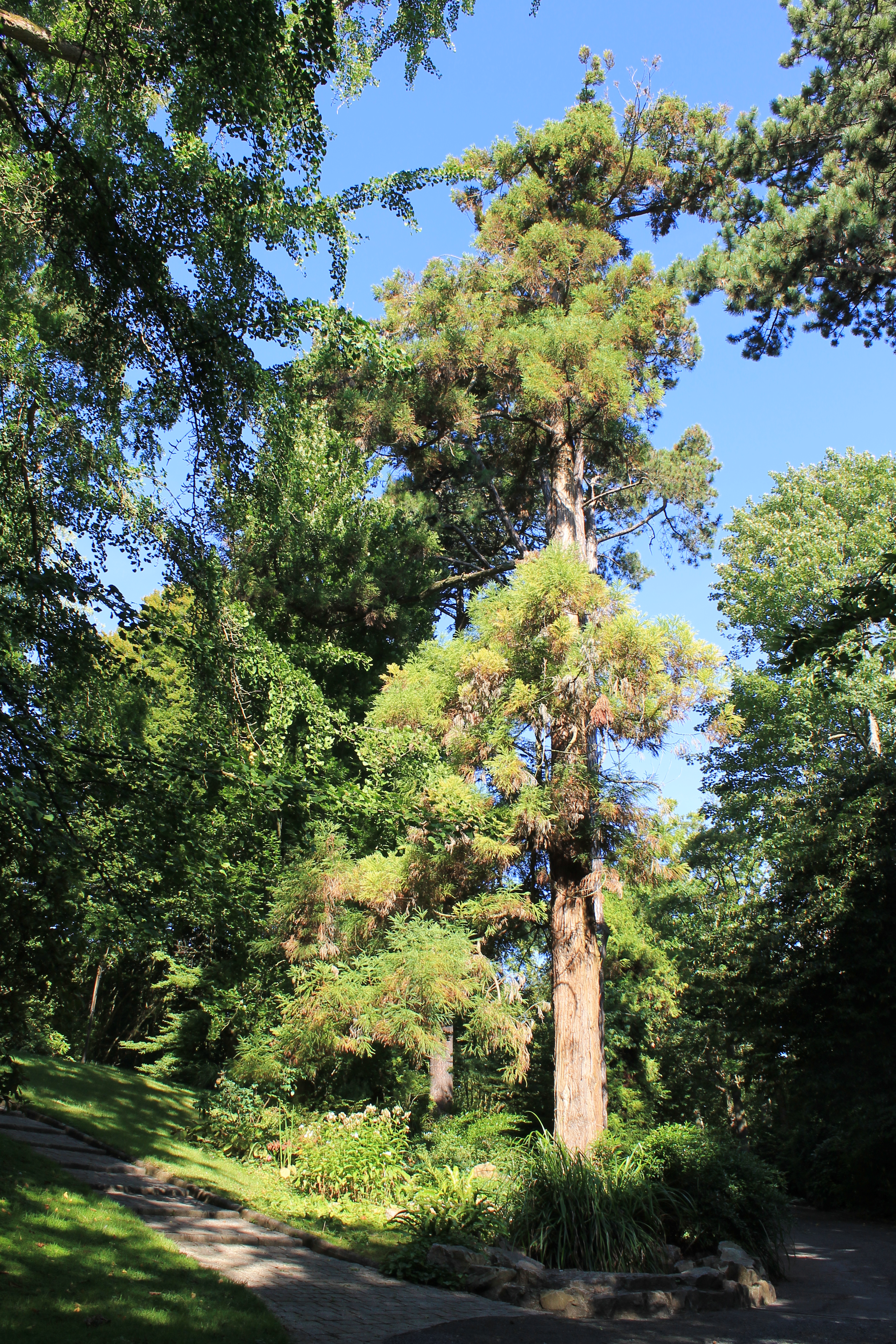
Espécimen de Cryptomeria japonica